# Тюменка (Новосибирская область)
Тюме́нка — деревня в Купинском районе Новосибирской области России. Входит в состав Яркульского сельсовета.

## География
Площадь деревни — 29 гектаров.

## Население
| 2002 | 2007 | 2010 |
| ---- | ---- | ---- |
| 283  | ↘260 | ↘243 |

## Инфраструктура
В деревне по данным на 2007 год функционируют 1 учреждение здравоохранения и 1 учреждение образования.